# Повуа-де-Аграсойнш
Повуа-де-Аграсойнш (порт. Póvoa de Agrações)  —  район (фрегезия) в Португалии,  входит в округ Вила-Реал. Является составной частью муниципалитета  Шавеш. По старому административному делению входил в провинцию Траз-уж-Монтиш и Алту-Дору. Входит в экономико-статистический  субрегион Алту-Траз-уш-Монтеш, который входит в Северный регион. Население составляет 294 человека на 2001 год. Занимает площадь 7,23 км².